# راه‌راه (فیلم)
راه‌راه (به انگلیسی: Stripes) فیلمی محصول سال ۱۹۸۱ و به کارگردانی ایوان رایتمن است. در این فیلم بازیگرانی همچون بیل مری، هارولد ریمیس، وارن اوتس، پاملا جین سولز، شان یانگ، جون کندی، جان لاروکات، جان دیهل، لنس لگو و جاج رینهولد ایفای نقش کرده‌اند.
داستان
در طول یک روز، لوئیزویل، راننده تاکسی کنتاکی، شغل، آپارتمان، ماشین و دوست دخترش آنیتا را از دست می دهد که از نابالغی او خسته شده است. با درک چشم اندازهای محدود خود، تصمیم می گیرد به ارتش بپیوندد و بهترین دوستش راسل زیسکی، معلم حرفه ای ESL را نیز متقاعد می کند که به ارتش بپیوندد. این دو به یک دفتر کاریابی مراجعه می کنند و به آموزش ابتدایی فرستاده می شوند. به محض ورود، آنها با همکاران خود و گروهبان دسته خود، گروهبان هالکا، ملاقات می کنند. پس از طی مراحل، افراد جذب شده خود را معرفی می کنند و دلایل خود را برای ثبت نام توضیح می دهند. یکی از آنها، دیویی که اضافه وزن دارد، می خواهد لاغر شود و مورد احترام باشد. جان با نگرش سست خود، هالکا را عصبانی می کند و او و راسل با نمایندگان مجلس لوئیز کوپر و استلا هنسن رابطه عاشقانه ای پیدا می کنند. پس از اینکه هالکا متوجه می شود که جان و راسل برای مدت کوتاهی  رفته اند، راسل به اشتباه خود اعتراف می کند، اما جان سکوت می کند. هالکا به راسل دستور می دهد تا سطل های زباله را به مدت 24 ساعت تمیز کند و به بقیه جوخه دو هفته وظیفه سخت می دهد. در آن شب، راسل جان را در حال تلاش برای فرار می‌گیرد و او را متوقف می‌کند، و با عصبانیت به جان یادآوری می‌کند که این ایده او بود که هر دوی آن‌ها استخدام شوند. لوئیز و استلا آنها را در حال دعوا می یابند و بدون گزارش آنها را به پادگان خود می برند...
پس از ورود به ایتالیا، جوخه با یک هالکا بازیابی شده متحد می شود و وظیفه محافظت از خودروی تهاجمی شهری EM-50، یک نفربر زرهی که به عنوان یک وسیله نقلیه تفریحی مبدل شده است، می شود. جان و راسل آن را می دزدند تا از استلا و لوئیز دیدن کنند که در آلمان غربی مستقر هستند. هنگامی که استیلمن خودرو را گم شده می‌یابد، مأموریتی غیرمجاز برای بازیابی آن آغاز می‌کند. استیلمن به طور ناخواسته جوخه را از مرز به چکسلواکی هدایت می کند. هالکا قبل از اینکه ارتش شوروی اقدامی کند از کامیون آنها می پرد و یک تماس پریشانی رادیویی که جان و راسل می شنوند ارسال می کند. جان، راسل، استلا و لوئیز EM-50 را می گیرند و به پایگاه شوروی که جوخه در آن نگهداری می شود نفوذ می کنند و با کمک هالکا آنها را نجات می دهند. پس از بازگشت به ایالات متحده، جان، راسل، لوئیز، استلا و هالکا به عنوان قهرمانان مورد ستایش قرار می گیرند و به هر یک صلیب خدمات برجسته اهدا می شود. هالکا از ارتش بازنشسته می شود و یک رستوران فست فود باز می کند. جان، راسل، آکس، استلا، و لوئیز بر روی جلد مجلات برجسته شده اند. و استیلمن به یک ایستگاه هواشناسی در نوم، آلاسکا منصوب شد.